# Giulio Cappelli
Pour les articles homonymes, voir Cappelli.
Giulio Cappelli (né le 4 mars 1911 à La Spezia et mort le 16 décembre 1995 à Massa) est un footballeur et entraîneur italien.

## Biographie
En tant qu'attaquant, Giulio Cappelli est international italien à deux reprises (1936) pour un but.
Il participe aux Jeux olympiques de 1936, à Berlin. Il ne joue que deux matchs sur les quatre, et les deux en tant que titulaire (États-Unis et Japon). Il inscrit un but à la 89e minute contre le Japon, match gagné 8 buts à 0. Il remporte la médaille d'or.
En tant que joueur, il joue dans des clubs de niveau moyen, ne remportant qu'une Serie B en 1941 et une Serie C en 1940.
En tant qu'entraîneur, il dirige l'Inter Milan à deux reprises, le Genoa CFC, le Calcio Catane pour ne citer qu'eux. Il ne remporte rien, mais est vice-champion d'Italie en 1949.

## Clubs

### En tant que joueur
- 1929-1933 :  Spezia FBC
- 1933-1935 :  US Livourne
- 1935-1936 :  Vezio Parducci Viareggio
- 1936-1938 :  US Lucchese Libertas
- 1938-1939 :  AC Spezia
- 1939-1941 :  AC Liguria (it)
- 1942-1943 :  USF Massese

### En tant qu'entraîneur
- 1947-1948 :  US Lucchese Libertas
- 1948-1950 :  Inter Milan (directeur technique)
- 1950-1951 :  Genoa CFC
- 1951-1953 :  CC Catane (directeur technique)
- 1959-1960 :  Inter Milan (staff)
- 1962-1963 :  AC Côme
- 1964-1965 :  Alexandrie US
- 1965-1966 :  SS Chieti
- 1966-1967 :  Alexandrie US

## Palmarès

### En tant que joueur
- Championnat d'Italie de football Serie B

- - Champion en 1941
- Championnat d'Italie de football Serie C1
  - Champion en 1940
- Jeux olympiques
  - Médaille d'or en 1936

### En tant qu'entraîneur
- Championnat d'Italie de football
  - Vice-champion en 1949